# Moidan
Moidans (en francès Moydans) és un municipi francès situat al departament dels Alts Alps i a la regió de Provença – Alps – Costa Blava.

## Demografia
| 1841                                       | 1962 | 1968 | 1975 | 1982 | 1990 | 1999 | 2006 | 2015 |
| ------------------------------------------ | ---- | ---- | ---- | ---- | ---- | ---- | ---- | ---- |
| 201                                        | 59   | 70   | 75   | 63   | 58   | 53   | 48   | 47   |
| Des de 1962: població sense dobles comptes |      |      |      |      |      |      |      |      |

## Administració
| Període   | Identitat                 | Partit        |
| --------- | ------------------------- | ------------- |
| 2001-2014 | Patricia Pelletier        | divers gauche |
| 2014-     | Marie-José Dufour-Miellou |               |